# Schloss Flitzing

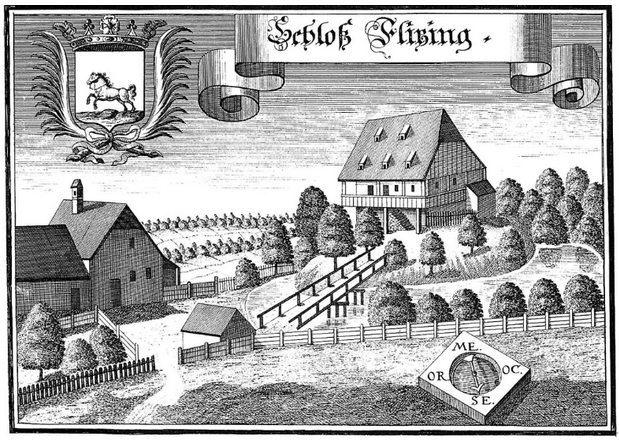
Schloss Flitzing nach einem Stich von Michael Wening (1726)

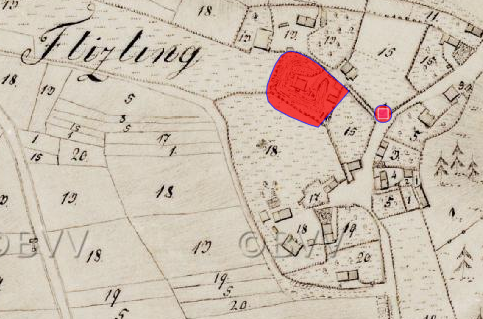
Lageplan von Schloss Flitzing auf dem Urkataster von Bayern

Das abgegangene Schloss Flitzing war ein Hofmarkschloss in Flitzing, einem Ortsteil der Gemeinde Zolling im oberbayerischen Landkreis Fürstenfeldbruck. Das Schloss war der Stammsitz der Grafen von Flitzing, die seit dem 10. Jahrhundert in Flitzing (Oberbayern) nachgewiesen sind.

## Geschichte
Das Herrenhaus wurde auf einer kleinen Anhöhe am südwestlichen Rand des Dorfes errichtet, 80 m westlich Filialkirche St. Bartholomäus in Flitzing.
Von dem Bau sind nur wenige Quellen überliefert. Ein Stich des bayerischen Hofkupferstechers Michael Wening aus dem Jahr 1723 zeigt einen zweigeschossigen Walmdachbau. Das Haus ist ringsum von einem Balkon umgeben. Unterhalb des Hügels umgibt ein Wassergraben das Schloss. Zum Haus gehörig zeigt der Stich ein kleineres Anwesen sowie einen Obstgarten.
Schloss Flitzing war bis etwa 1635 Sitz der Flitzinger in der ihnen gehörenden Hofmark. 1687 starb mit dem Tod von Maria von Flitzing das Geschlecht aus. Maria war nach ihrer Heirat mit Franz Graf von Lodron um 1635 in das Schloss Haag/Amper gezogen.
Nach der Auflösung der Hofmark verfiel das Anwesen. Heute sind keine Spuren des Schlosses mehr erkennbar. Lediglich Reste des Wassergrabens geben Aufschluss über den ehemaligen Standort.
Die Anlage wird als Bodendenkmal unter der Aktennummer D-1-7536-0080 im Bayernatlas als „Burgstall des Mittelalters und der frühen Neuzeit ("Hofmarkschloss Flitzing")“ geführt.